# Auschwitzer Becken

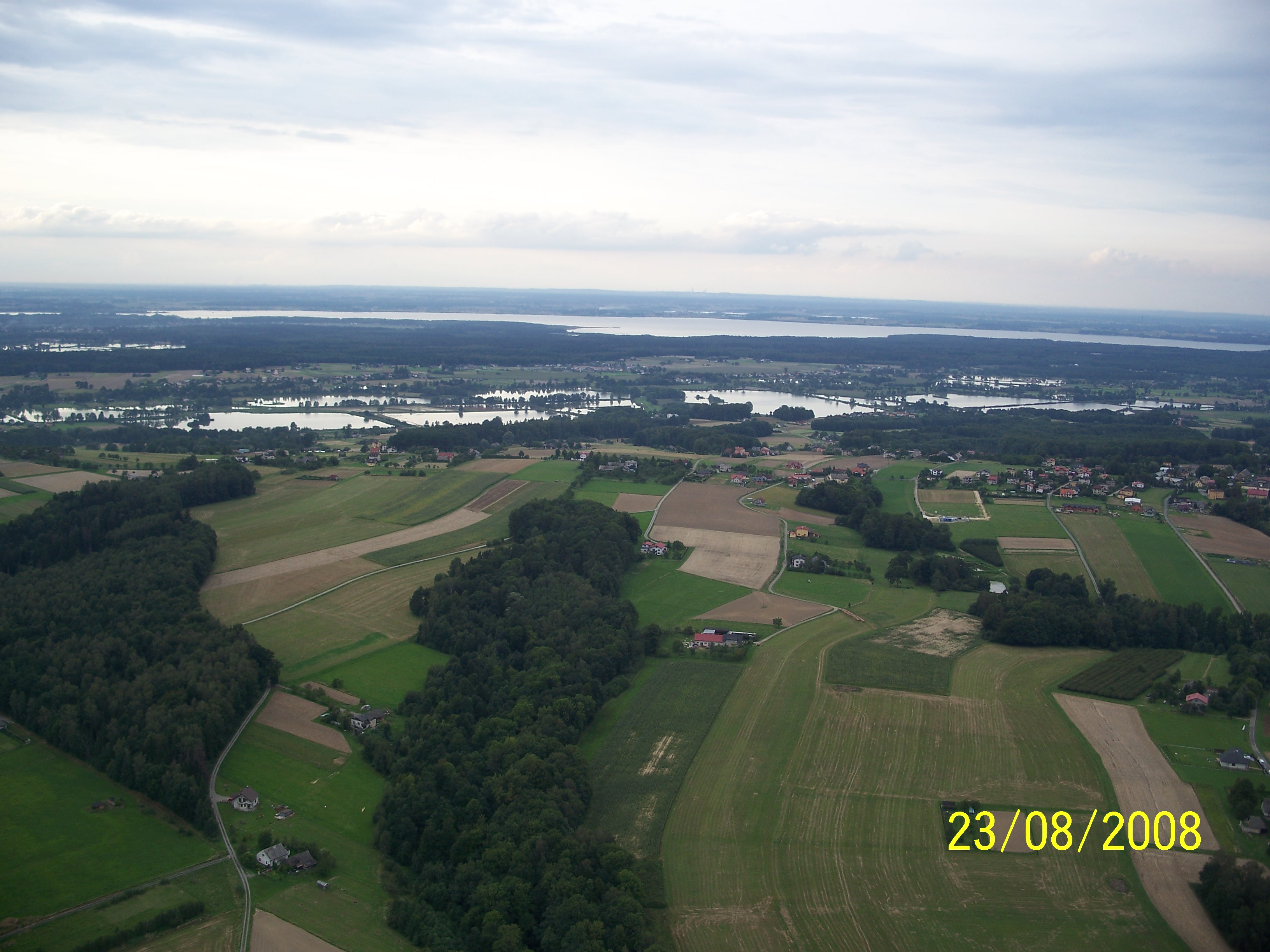
Oberes Weichseltal

Das Auschwitzer Becken (polnisch Kotlina Oświęcimska) in Polen ist ein großer Talkessel in Schlesien und Kleinpolen am Fuße der Beskiden. Es liegt auf einer Höhe von 230 m ü. NN und bedeckt eine Fläche von 1236 km². 

## Geografie
Das Auschwitzer Becken ist Teil des Nördlichen Karpathenvorlands und erstreckt sich am oberen Lauf der Weichsel zwischen dem Schlesisch-Krakauer Hochland im Norden sowie dem Schlesischen Vorgebirge und dem Wilamowice Vorgebirge im Süden. Östlich schließt sich das Krakauer Tor und westlich das Ostrauer Becken an.
Das Auschwitzer Becken wird von Westen nach Osten durch die Weichsel durchflossen, wobei sie bei Goczałkowice-Zdrój zum Goczałkowice-Stausee aufgestaut wird. Im Becken münden die Karpatenflüsse Biała, Soła und Skawa in die Weichsel von Süden, sowie die Przemsa, Gostynia und Pszczynka von Norden.
Das Auschwitzer Becken ist dicht besiedelt. Größere Städte sind Oświęcim, Pszczyna, Czechowice-Dziedzice, Brzeszcze, Zator und Tychy. Die fruchtbaren Böden werden intensiv landwirtschaftlich genutzt. Es ist ein Zentrum der Karpfenzucht in Polen, mit zahlreichen angelegten Karpfenseen.

## Panorama

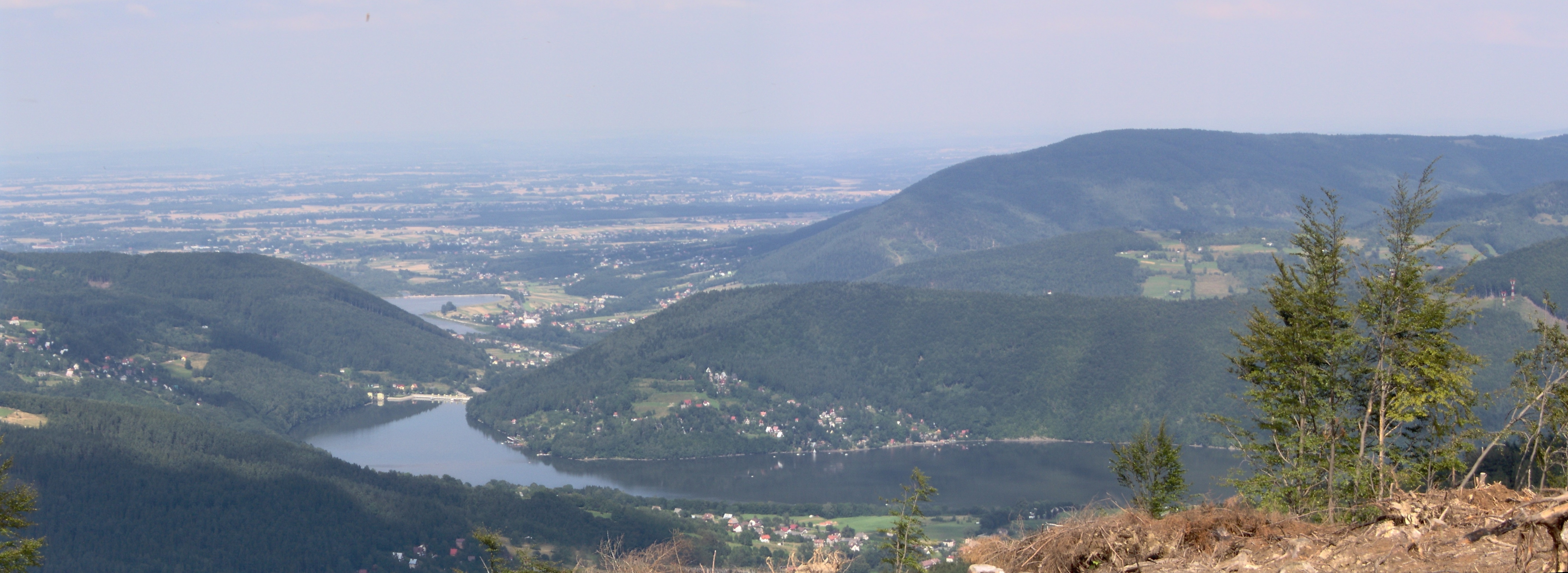
Blick vom Czupel in den Kleinen Beskiden auf den Soła-Durchbruch und das Auschwitzer Becken im Hintergrund